# Llista d'asteroides/105101–105200
| Nom      | Designació provisional | Data de descobriment | Lloc de descobriment | Descobridor/s  |
| -------- | ---------------------- | -------------------- | -------------------- | -------------- |
| 105101 - | 2000 LL9               | 5 de juny, 2000      | Socorro              | LINEAR         |
| 105102 - | 2000 LA11              | 4 de juny, 2000      | Socorro              | LINEAR         |
| 105103 - | 2000 LD11              | 4 de juny, 2000      | Socorro              | LINEAR         |
| 105104 - | 2000 LJ11              | 4 de juny, 2000      | Socorro              | LINEAR         |
| 105105 - | 2000 LH14              | 6 de juny, 2000      | Socorro              | LINEAR         |
| 105106 - | 2000 LS14              | 7 de juny, 2000      | Socorro              | LINEAR         |
| 105107 - | 2000 LY14              | 2 de juny, 2000      | Siding Spring        | R. H. McNaught |
| 105108 - | 2000 LS15              | 7 de juny, 2000      | Kitt Peak            | Spacewatch     |
| 105109 - | 2000 LX15              | 1 de juny, 2000      | Anderson Mesa        | LONEOS         |
| 105110 - | 2000 LT16              | 4 de juny, 2000      | Socorro              | LINEAR         |
| 105111 - | 2000 LP19              | 8 de juny, 2000      | Socorro              | LINEAR         |
| 105112 - | 2000 LS19              | 8 de juny, 2000      | Socorro              | LINEAR         |
| 105113 - | 2000 LX20              | 8 de juny, 2000      | Socorro              | LINEAR         |
| 105114 - | 2000 LS21              | 8 de juny, 2000      | Socorro              | LINEAR         |
| 105115 - | 2000 LA22              | 8 de juny, 2000      | Socorro              | LINEAR         |
| 105116 - | 2000 LN22              | 6 de juny, 2000      | Kitt Peak            | Spacewatch     |
| 105117 - | 2000 LA24              | 1 de juny, 2000      | Socorro              | LINEAR         |
| 105118 - | 2000 LH24              | 1 de juny, 2000      | Socorro              | LINEAR         |
| 105119 - | 2000 LH26              | 1 de juny, 2000      | Socorro              | LINEAR         |
| 105120 - | 2000 LJ26              | 1 de juny, 2000      | Socorro              | LINEAR         |
| 105121 - | 2000 LS31              | 5 de juny, 2000      | Anderson Mesa        | LONEOS         |
| 105122 - | 2000 LV31              | 5 de juny, 2000      | Anderson Mesa        | LONEOS         |
| 105123 - | 2000 LZ34              | 1 de juny, 2000      | Kitt Peak            | Spacewatch     |
| 105124 - | 2000 LC35              | 1 de juny, 2000      | Haleakala            | NEAT           |
| 105125 - | 2000 LO36              | 1 de juny, 2000      | Haleakala            | NEAT           |
| 105126 - | 2000 ME1               | 24 de juny, 2000     | Socorro              | LINEAR         |
| 105127 - | 2000 MH1               | 25 de juny, 2000     | Socorro              | LINEAR         |
| 105128 - | 2000 MW1               | 27 de juny, 2000     | Reedy Creek          | J. Broughton   |
| 105129 - | 2000 MH2               | 29 de juny, 2000     | Reedy Creek          | J. Broughton   |
| 105130 - | 2000 MJ2               | 24 de juny, 2000     | Haleakala            | NEAT           |
| 105131 - | 2000 MD3               | 29 de juny, 2000     | Farpoint             | G. Hug         |
| 105132 - | 2000 MJ3               | 24 de juny, 2000     | Kitt Peak            | Spacewatch     |
| 105133 - | 2000 NA                | 1 de juliol, 2000    | Kitt Peak            | Spacewatch     |
| 105134 - | 2000 NS1               | 3 de juliol, 2000    | Kitt Peak            | Spacewatch     |
| 105135 - | 2000 NT1               | 4 de juliol, 2000    | Kitt Peak            | Spacewatch     |
| 105136 - | 2000 NB4               | 3 de juliol, 2000    | Kitt Peak            | Spacewatch     |
| 105137 - | 2000 NA6               | 8 de juliol, 2000    | Bisei SG Center      | BATTeRS        |
| 105138 - | 2000 NP6               | 4 de juliol, 2000    | Kitt Peak            | Spacewatch     |
| 105139 - | 2000 NA7               | 4 de juliol, 2000    | Kitt Peak            | Spacewatch     |
| 105140 - | 2000 NL10              | 10 de juliol, 2000   | Socorro              | LINEAR         |
| 105141 - | 2000 NF11              | 7 de juliol, 2000    | Socorro              | LINEAR         |
| 105142 - | 2000 NA12              | 4 de juliol, 2000    | Anderson Mesa        | LONEOS         |
| 105143 - | 2000 NJ12              | 5 de juliol, 2000    | Anderson Mesa        | LONEOS         |
| 105144 - | 2000 NR12              | 5 de juliol, 2000    | Anderson Mesa        | LONEOS         |
| 105145 - | 2000 NP14              | 5 de juliol, 2000    | Anderson Mesa        | LONEOS         |
| 105146 - | 2000 NB15              | 5 de juliol, 2000    | Anderson Mesa        | LONEOS         |
| 105147 - | 2000 NH15              | 5 de juliol, 2000    | Anderson Mesa        | LONEOS         |
| 105148 - | 2000 NL17              | 5 de juliol, 2000    | Anderson Mesa        | LONEOS         |
| 105149 - | 2000 NA19              | 5 de juliol, 2000    | Anderson Mesa        | LONEOS         |
| 105150 - | 2000 NB20              | 5 de juliol, 2000    | Anderson Mesa        | LONEOS         |
| 105151 - | 2000 NQ22              | 7 de juliol, 2000    | Anderson Mesa        | LONEOS         |
| 105152 - | 2000 NV24              | 4 de juliol, 2000    | Anderson Mesa        | LONEOS         |
| 105153 - | 2000 NS25              | 4 de juliol, 2000    | Anderson Mesa        | LONEOS         |
| 105154 - | 2000 NA26              | 4 de juliol, 2000    | Anderson Mesa        | LONEOS         |
| 105155 - | 2000 NG26              | 4 de juliol, 2000    | Anderson Mesa        | LONEOS         |
| 105156 - | 2000 NW26              | 4 de juliol, 2000    | Anderson Mesa        | LONEOS         |
| 105157 - | 2000 NA28              | 3 de juliol, 2000    | Socorro              | LINEAR         |
| 105158 - | 2000 OL                | 23 de juliol, 2000   | Socorro              | LINEAR         |
| 105159 - | 2000 OQ5               | 24 de juliol, 2000   | Socorro              | LINEAR         |
| 105160 - | 2000 OU5               | 24 de juliol, 2000   | Socorro              | LINEAR         |
| 105161 - | 2000 OA6               | 24 de juliol, 2000   | Socorro              | LINEAR         |
| 105162 - | 2000 OZ8               | 31 de juliol, 2000   | Socorro              | LINEAR         |
| 105163 - | 2000 OW11              | 23 de juliol, 2000   | Socorro              | LINEAR         |
| 105164 - | 2000 OM12              | 23 de juliol, 2000   | Socorro              | LINEAR         |
| 105165 - | 2000 OQ12              | 23 de juliol, 2000   | Socorro              | LINEAR         |
| 105166 - | 2000 OU12              | 23 de juliol, 2000   | Socorro              | LINEAR         |
| 105167 - | 2000 OT13              | 23 de juliol, 2000   | Socorro              | LINEAR         |
| 105168 - | 2000 OU14              | 23 de juliol, 2000   | Socorro              | LINEAR         |
| 105169 - | 2000 OC15              | 23 de juliol, 2000   | Socorro              | LINEAR         |
| 105170 - | 2000 OK15              | 23 de juliol, 2000   | Socorro              | LINEAR         |
| 105171 - | 2000 OA19              | 23 de juliol, 2000   | Socorro              | LINEAR         |
| 105172 - | 2000 OS20              | 31 de juliol, 2000   | Socorro              | LINEAR         |
| 105173 - | 2000 OJ22              | 30 de juliol, 2000   | Socorro              | LINEAR         |
| 105174 - | 2000 OK22              | 31 de juliol, 2000   | Socorro              | LINEAR         |
| 105175 - | 2000 OO22              | 31 de juliol, 2000   | Socorro              | LINEAR         |
| 105176 - | 2000 OW25              | 23 de juliol, 2000   | Socorro              | LINEAR         |
| 105177 - | 2000 OA27              | 23 de juliol, 2000   | Socorro              | LINEAR         |
| 105178 - | 2000 ON27              | 23 de juliol, 2000   | Socorro              | LINEAR         |
| 105179 - | 2000 OP28              | 30 de juliol, 2000   | Socorro              | LINEAR         |
| 105180 - | 2000 OK29              | 30 de juliol, 2000   | Socorro              | LINEAR         |
| 105181 - | 2000 OS29              | 30 de juliol, 2000   | Socorro              | LINEAR         |
| 105182 - | 2000 OF30              | 30 de juliol, 2000   | Socorro              | LINEAR         |
| 105183 - | 2000 OO30              | 30 de juliol, 2000   | Socorro              | LINEAR         |
| 105184 - | 2000 OZ30              | 30 de juliol, 2000   | Socorro              | LINEAR         |
| 105185 - | 2000 OG31              | 30 de juliol, 2000   | Socorro              | LINEAR         |
| 105186 - | 2000 OO31              | 30 de juliol, 2000   | Socorro              | LINEAR         |
| 105187 - | 2000 OC33              | 30 de juliol, 2000   | Socorro              | LINEAR         |
| 105188 - | 2000 OR33              | 30 de juliol, 2000   | Socorro              | LINEAR         |
| 105189 - | 2000 OW34              | 30 de juliol, 2000   | Socorro              | LINEAR         |
| 105190 - | 2000 OZ34              | 30 de juliol, 2000   | Socorro              | LINEAR         |
| 105191 - | 2000 ON35              | 31 de juliol, 2000   | Socorro              | LINEAR         |
| 105192 - | 2000 OV37              | 30 de juliol, 2000   | Socorro              | LINEAR         |
| 105193 - | 2000 OY37              | 30 de juliol, 2000   | Socorro              | LINEAR         |
| 105194 - | 2000 OA38              | 30 de juliol, 2000   | Socorro              | LINEAR         |
| 105195 - | 2000 OD38              | 30 de juliol, 2000   | Socorro              | LINEAR         |
| 105196 - | 2000 OT38              | 30 de juliol, 2000   | Socorro              | LINEAR         |
| 105197 - | 2000 OY38              | 30 de juliol, 2000   | Socorro              | LINEAR         |
| 105198 - | 2000 OO39              | 30 de juliol, 2000   | Socorro              | LINEAR         |
| 105199 - | 2000 OR39              | 30 de juliol, 2000   | Socorro              | LINEAR         |
| 105200 - | 2000 OD40              | 30 de juliol, 2000   | Socorro              | LINEAR         |